# Franz Bachl
Franz Bachl (* 31. Oktober 1922 in München) ist ein ehemaliger deutscher Fußballspieler.

## Karriere
Nach dem Ende des Zweiten Weltkrieges und kurzer Gefangenschaft begann Franz Bachl bereits im Herbst 1945 beim TSV 1860 München wieder mit dem Fußballspielen. Bei den „Löwen“ blieb er allerdings nur eine Saison lang, in der in 26 Punktspielen 19 Tore erzielte. Ab der Saison 1946/47 spielte er für den FC Bayern München in der Oberliga Süd und avancierte – als Halbrechter oder Halblinker eingesetzt – zum Stammspieler und bestritt 30 Punktspiele, in denen er zwölf Tore erzielte. Am 3. November 1946 (6. Spieltag) debütierte er für die Bayern im Stadion an der Grünwalder Straße, in dem er mit ihnen Phönix Karlsruhe mit 2:3 unterlegen war. Seine ersten beiden Tore erzielte er am 26. Januar 1947 (18. Spieltag) beim 7:2-Sieg im Heimspiel gegen Kickers Offenbach mit dem Treffer zum 1:0 in der 10. und dem Treffer zum 5:1 per Foulelfmeter in der 65. Minute.
In der Folgesaison 1947/48 war er mit 15 Toren in 38 Punktspielen noch erfolgreicher. Der dritte Tabellenplatz 1948/49 berechtigte zur Teilnahme an der 2. Qualifikationsrunde zur deutschen Fußballmeisterschaft. In beiden Spielen gegen den FC St. Pauli, von denen der FC Bayern München das Wiederholungsspiel mit 0:2 verlor und ausschied, wirkte Bachl mit. In seinen letzten beiden Spielzeiten agierte er jeweils 23 Mal bei fünf bzw. zwei Toren. Bis zum Saisonende 1951/52 absolvierte er für den FC Bayern München, der in jenen Jahren trotz so guter Spieler wie Jakob Streitle, Herbert Moll und Hans Bauer noch nicht zu den bayerischen Spitzenclubs zählte, 170 Oberligaspiele und erzielte 55 Tore.
Zur Saison 1952/53 wechselte er zum BC Augsburg, der aus der 2. Oberliga Süd als Tabellenzweiter aufgestiegen war. An der Seite von Georg Platzer, Ludwig Schlump und Ulrich Biesinger bestritt er bis zum Saisonende 1953/54 57 Oberligaspiele und zeichnete sich 13 Mal als Torschütze aus.